# Staré jezero
Staré jezero är en sjö i Tjeckien. Den ligger i den centrala delen av landet, 130 km söder om huvudstaden Prag. Staré jezero ligger 442 meter över havet. I omgivningarna runt Staré jezero växer i huvudsak blandskog.